# Boucagnères
Boucagnères é uma comuna francesa na região administrativa de Occitânia, no departamento de Gers. Estende-se por uma área de 6,16 km². Em 2010 a comuna tinha 218 habitantes (densidade: 35,4 hab./km²).